# Sanctuary (TV-serie)
Sanctuary är en kanadensisk TV-serie som visas på syfy med Amanda Tapping och Robin Dunne i huvudrollerna. TV-serien började, den 3 oktober 2008, som åtta Webb-TV avsnitt, avsnitten var så pass populära att Syfy bestämde sig för att fortsätta med serien på TV med en 13-episod säsong. Den andra säsongen har avslutats och uppföljs av en tredje 20-episod säsong som har premiär den 12 december 2010.